# Chaudhry Khaliquzzaman
Chaudhry Khaliquzzaman (Chunar, 25 dicembre 1889 – Karachi, 18 maggio 1973) è stato un politico pakistano.

## Biografia
Fu una delle figure musulmane più importanti dell'India britannica. È stato uno dei principali leader della Lega musulmana.